# Dysdera bernardi
Dysdera bernardi är en spindelart som beskrevs av Denis 1966. Dysdera bernardi ingår i släktet Dysdera och familjen ringögonspindlar.
Artens utbredningsområde är Libya. Inga underarter finns listade i Catalogue of Life.